# Hokov
Hokov (německy Hokau) je vesnice, část obce Hořovičky v okrese Rakovník ve Středočeském kraji. Leží dva kilometry východně od Hořoviček.

## Historie

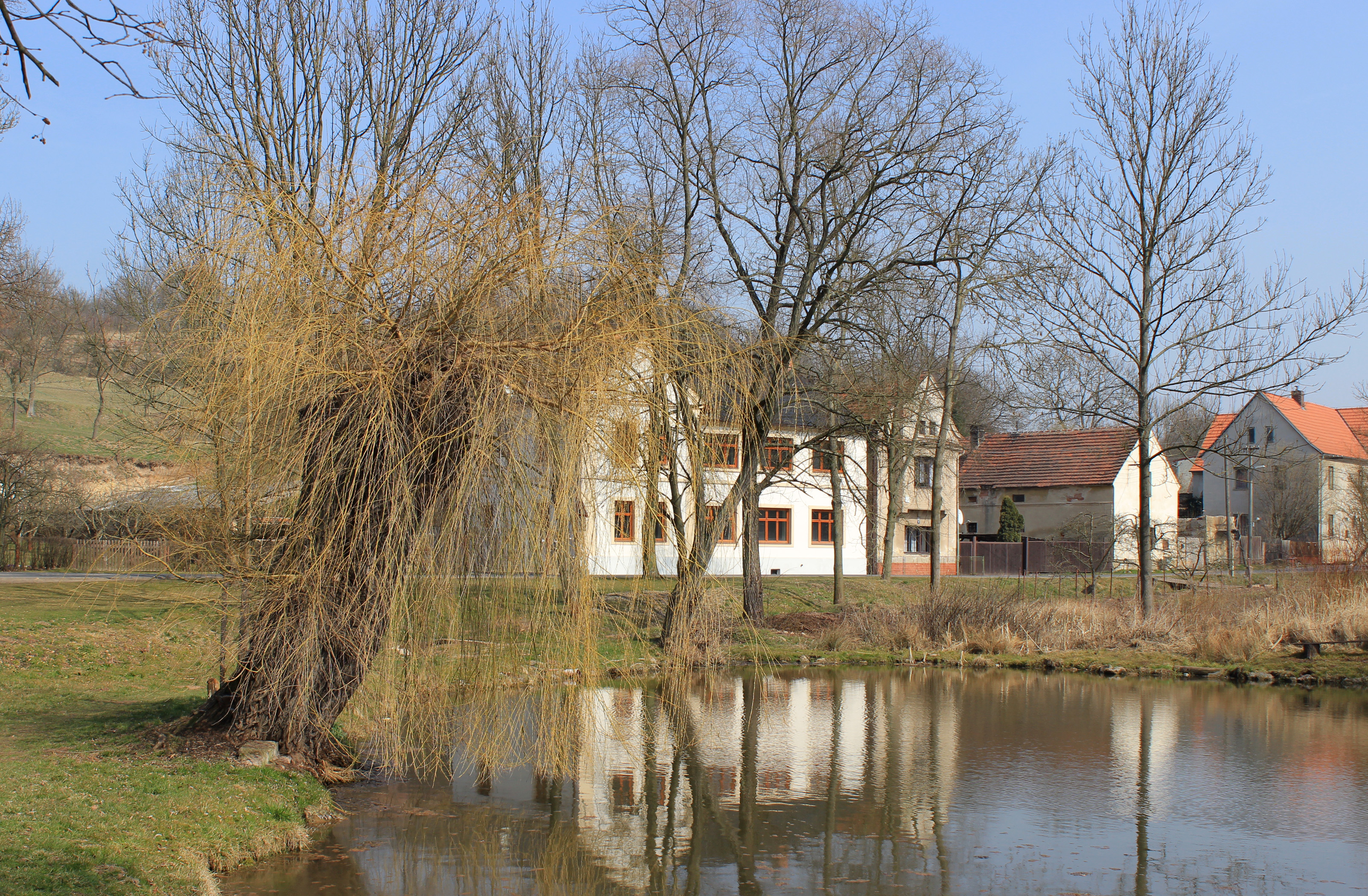
Rybník na návsi

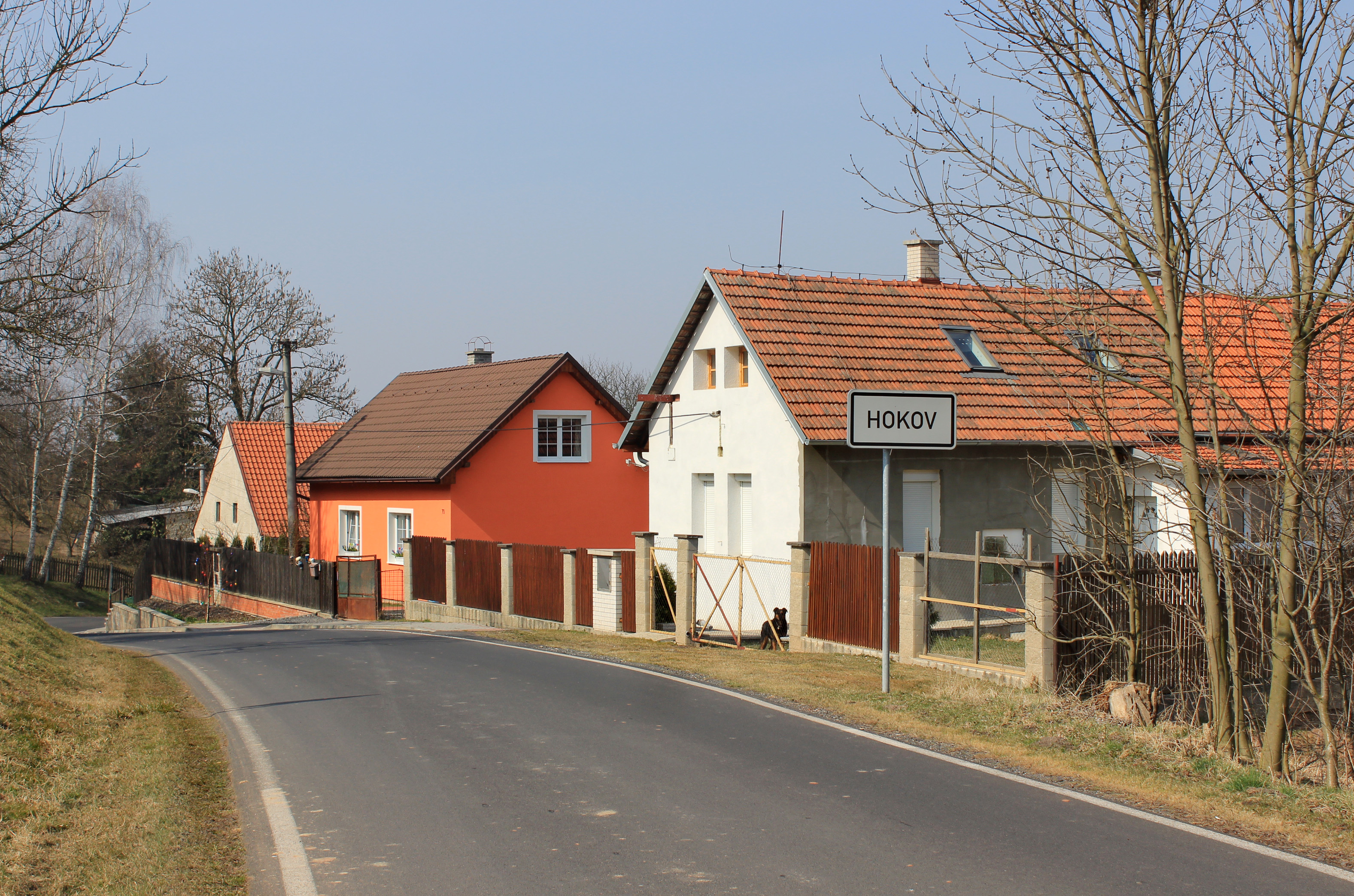
Příjezd k vesnici od jihu

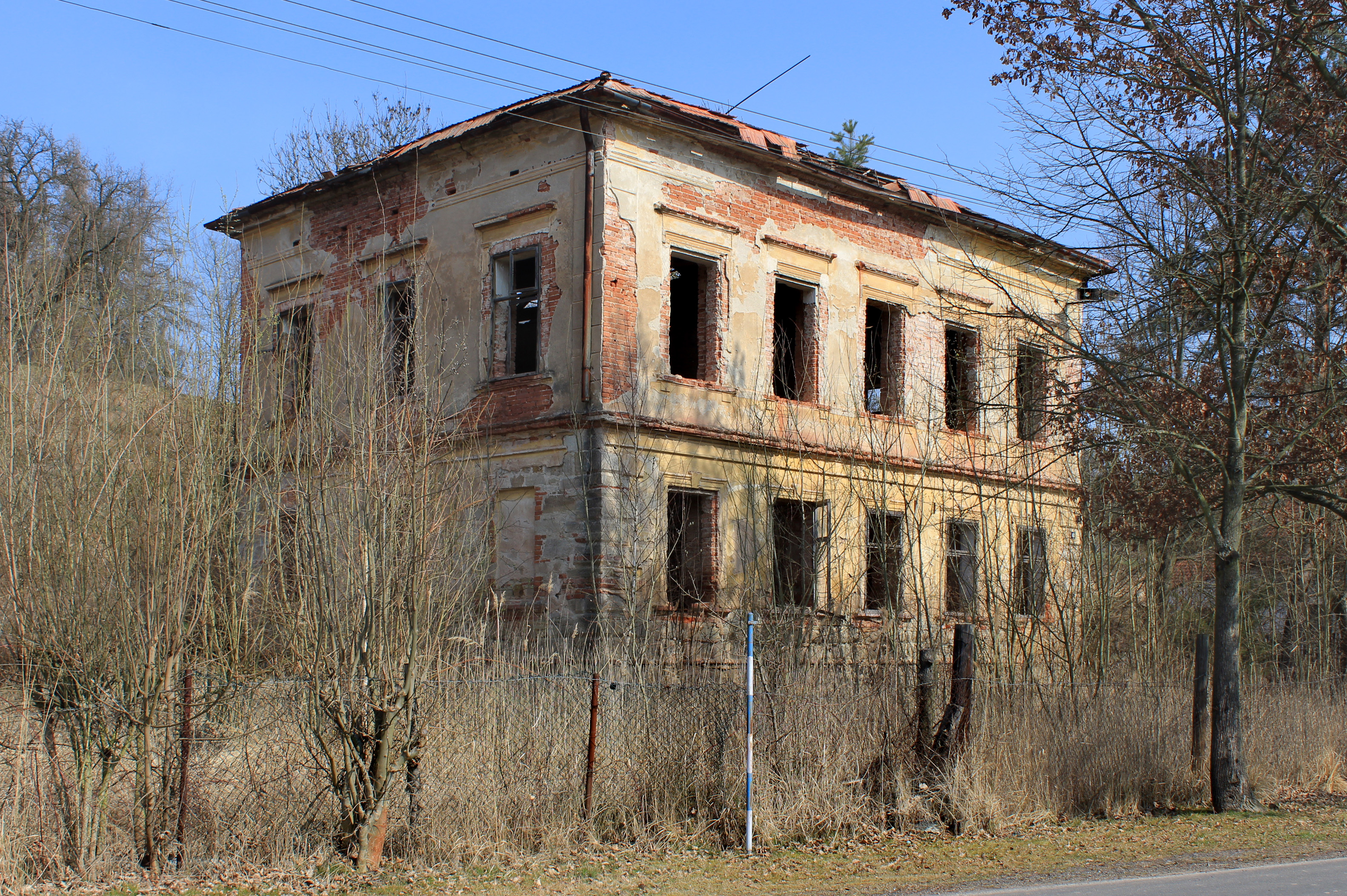
Budova bývalé školy

První písemná zmínka o Hokově pochází z roku 1386. Zpráva zároveň uvádí hokovskou tvrz, na které sídlil Ota z Hokova. Dalším majitelem se stal Racek z Hokovský z Hokova, který zemřel před rokem 1404. Jeho majetek si žádala jakási Dorota, ale od panovníka jej získal Oldřich z Drasovic. V patnáctém století se v držení vsi střídali příslušníci rodu Hokovských z Hokova: Dalibor (1430), Jan (1421–1468), Otík (po roce 1484) a nakonec Kuneš, kterému vesnice patřila v roce 1513 a který si ji i se dvorem a tvrzí nechal roku 1545 zapsat do obnovených zemských desek. Kuneš přežil svého bezdětného syna Dalibora a po synově smrti vedl spor o majetek s vdovou Markétou z Vchynic. Nechal ji totiž žít na tvrzi včetně čeledi a mnoha hospodářských zvířat, za jejichž stravu slíbila vdova, a předtím i Dalibor, zaplatit, ale neučinili tak. Spor byl urovnán v roce 1544.
Hned v roce 1545 Kuneš prodal Hokov Janovi Štampachovi ze Štampachu a odstěhoval se do Hradeckého kraje. Po Janovi Hokov zdědil syn Adam. V Hokově žil do roku 1597, kdy jej vyměnil s Benešem Libštejnským z Kolovrat na Běsně. Podle Rudolfa Anděla Adam v roce 1597 zemřel a ves vyměnil nebo prodal až Adamův syn Václav. Beneš Libštejnský zemřel roku 1617. Jeho majetek, který tvořily vsi Hokov, Kolešov, Běsno a Kryry, zdědili synové, z nichž Hokov připadl mladšímu Ferdinandovi Libštejnskému z Kolovrat. Ten vesnici vlastnil až do smrti 1648, ale o čtyři roky později zadlužené panství získal Jan Šebestián z Pöttingu. Už roku 1654 však Hokov prodal hraběnce Ludmile Evě z Folkensteinu, rozené Hýzrlové z Chodů.
Po hraběnce Ludmile se v Hokově vystřídalo několik majitelů: Jan Petr Hoberk z Hennersdorfu (1688), jeho syn Jan Bedřich a Jan Vojtěch Valkoun z Adlaru. Ten vesnici roku 1717 prodal Jiřímu Olivierovi Wallisovi, který ji připojil ke kolešovickému panství. Jeho potomci nepotřebnou tvrz přestavěli na kapli Svatého Prokopa. Kaple fungovala jen do josefinských reforem, během nichž byla zrušena, a později zchátrala natolik, že musela být zbořena.

## Obyvatelstvo
Při sčítání lidu v roce 1921 zde žilo 303 obyvatel (z toho 145 mužů), z nichž bylo šest Čechoslováků, 292 Němců, tři Židé a dva cizinci. Kromě 31 evangelíků a osmi židů se hlásili k římskokatolické církvi. Podle sčítání lidu z roku 1930 měla vesnice 348 obyvatel: 36 Čechoslováků, 309 Němců a tři Židy. Stále výrazně převažovala římskokatolická většina, ale žilo zde také 32 evangelíků, jeden člen církve československé, šest židů a pět lidí bez vyznání.
| Rok            | 1869 | 1880 | 1890 | 1900 | 1910 | 1921 | 1930 | 1950 | 1961 | 1970 | 1980 | 1991 | 2001 | 2011 | 2021 |
| -------------- | ---- | ---- | ---- | ---- | ---- | ---- | ---- | ---- | ---- | ---- | ---- | ---- | ---- | ---- | ---- |
| Počet obyvatel | 341  | 309  | 326  | 312  | 283  | 303  | 348  | 126  | 109  | 109  | 117  | 77   | 83   | 108  | 84   |
| Počet domů     | 53   | 54   | 58   | 62   | 59   | 60   | 70   | 65   | 65   | 33   | 40   | 49   | 50   | 53   | 53   |

## Obecní správa
Při sčítání lidu v letech 1850–1960 Hokov byl samostatnou obcí, se kterým patřil nejprve do okresu Podbořany, ale od roku 1960 v okrese Rakovník. Od 12. června 1960 je částí obce Hořovičky v okrese Rakovník.

## Pamětihodnosti
- Kaplička se zvoničkou

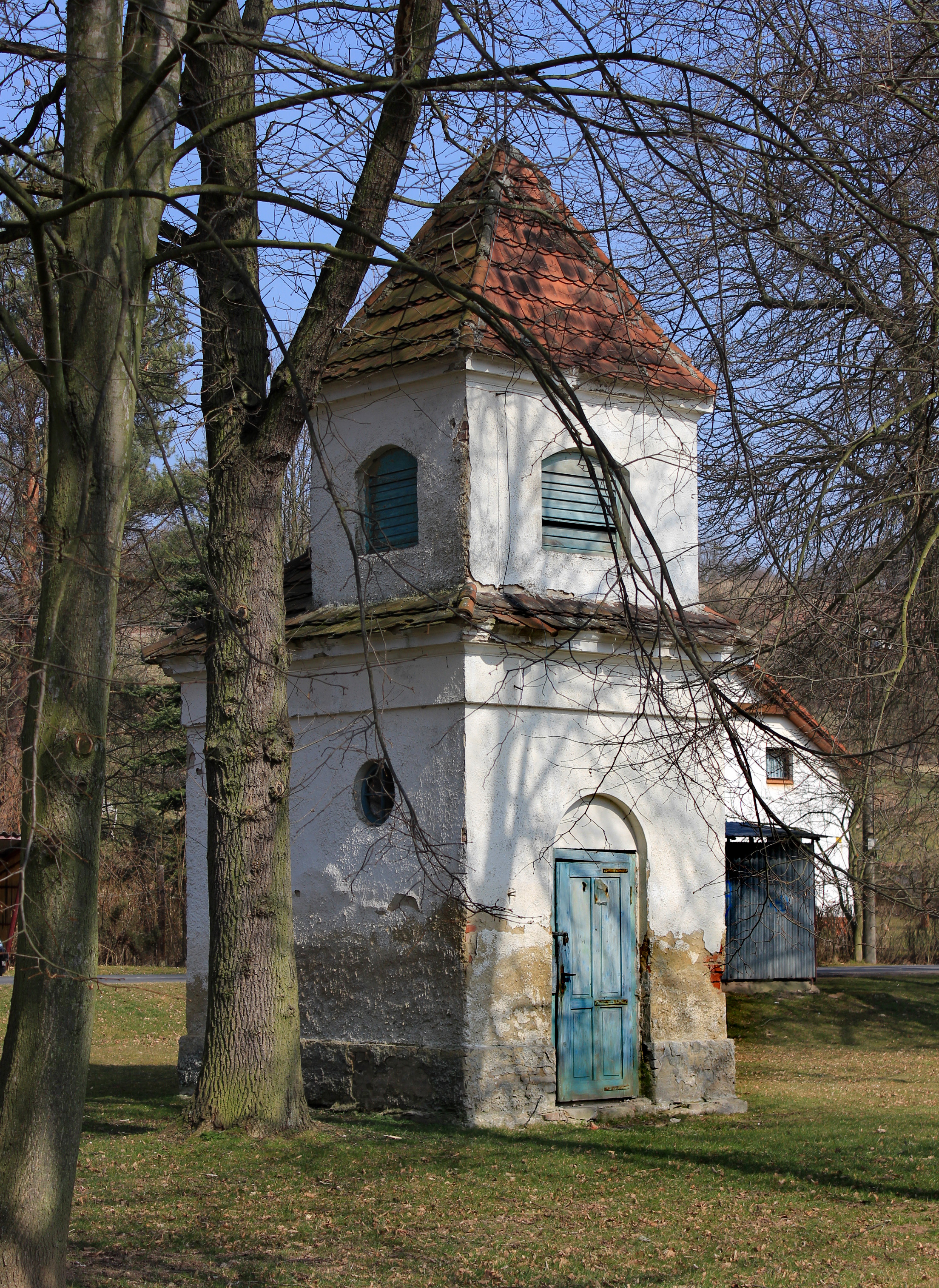
Památkově chráněná kaple se zvonicí

- Hrázděný obytný dům usedlosti čp. 17